# Будівля міської думи (Ростов-на-Дону)
Будівля міської думи — будинок в Ростові-на-Дону, побудований у 1899 році у за проєктом архітектора О. Н. Померанцева. Одна з головних архітектурних пам'яток міста. Спочатку в будинку розмістилася міська дума і управа. За радянських часів в будівлі містився обласний комітет КПРС. У даний час будівлю займає мерія Ростова-на-Дону і міська дума. Будівля міської думи має статус пам'ятника архітектури федерального значення.

## Опис
Міський будинок був побудований Померанцевим в дусі еклектики Будівля вирішена як міський квартал: прямокутна у плані, зі внутрішнім двором. Відповідно до одного з проєктів Померанцева, внутрішній двір передбачалося перекрити шатром, який повинен був стати архітектурним акцентом обсягу будівлі. Подібне рішення було використано Померанцевим раніше при будівництві Верхніх торгових ряді у Москві. У будинку чотири поверхи. Симетричний фасад має ярусний розподіл, що підкреслюється різними за формою і розмірами вікнами. Перший поверх оформлений рустом, карниз прикрашений декоративними зубчиками. Над округленими кутами будівлі зведені високі куполи. Будинок багато декорований ліпниною в  бароковому стилі. У оформленні присутні картуші, медальйон и, рослинні і антропоморфні елементи.
Будівля Ростовської мерії розташовується на центральній вулиці міста — Великій Садовій, яка протягом часу не один раз змінювала свою назву.
Будівництво будівлі Міської думи викликало великий інтерес у всіх городян, а подробиці його зведення регулярно висвітлювалися в місцевих друкованих виданнях. Будівля Ростовської мерії є одним з найвидатніших пам'яток архітектури.

## Історія

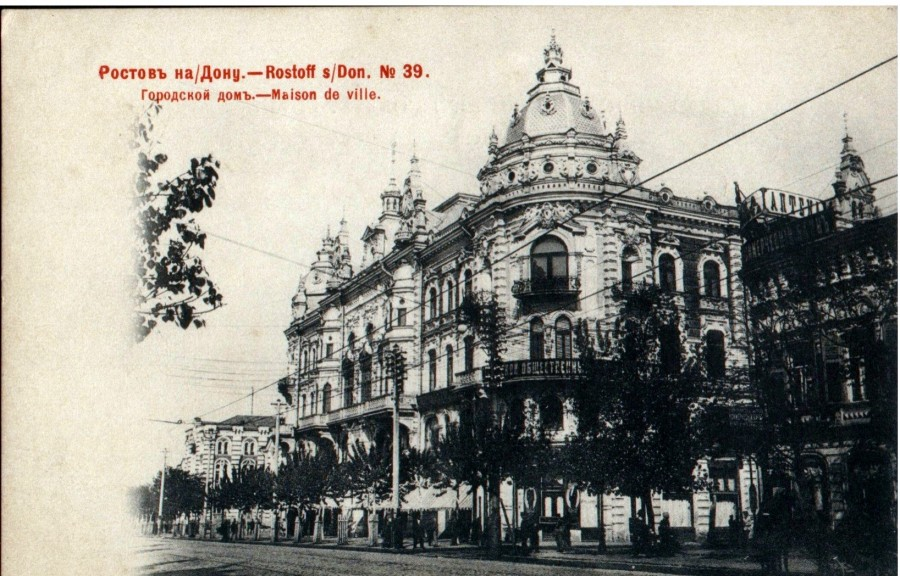
Міський будинок у 1902 році

У середині 1890-х років адміністрація Ростова-на-Дону приймає рішення про будівництво будівлі міської думи. Для розробки проєкту запросили відомого архітектора Олександра Никаноровича Померанцева, який вже побудував у місті кілька будівель. Остаточний варіант проєкту будівлі був затверджений міським управлінням наприкінці 1896 року. У 1897 році почалося будівництво міського будинку. До 1899 року будинок був побудований і освячений. За підрахунками архітектора Померанцева, будівництво повинно було обійтися в 586 176 рублів, 16 копійок. Але в думі визнали, що ця сума занадто велика і її необхідно стиснути. Фінансова комісія думи затвердила остаточну вартість в Однак в ході будівництва кошторис був істотно перевищений і становить понад 600 тисяч рублів.
Перший поверх будівлі був зданий в оренду під торговельні приміщення. Там продавалися мануфактурні товари, велосипеди, грамофони, шпалери, мармурові вироби, оптичні приналежності, зброя, кондитерські вироби. Другий, третій і четвертий поверхи займали міська дума і міська управа. Міська дума була відкрита для відвідування. У залі для засідань для публіки відводилося 200 місць на хорах і 40 — в партері за бар'єром. Пізніше за цим бар'єром встановили стіл для преси. У 1922 році в будівлі міської думи сталася пожежа, в результаті чого були втрачені кутові куполи. У роки Великої Вітчизняної війни будівля зазнала ще більш серйозних руйнувань, але незабаром після її закінчення будинок було відновлено. Тут розміщувався обласний комітет КПРС.